# Želechovice nad Dřevnicí (przystanek kolejowy)
Želechovice nad Dřevnicí – przystanek kolejowy w Želechovicach nad Dřevnicí, w kraju zlińskim, w Czechach. Znajduje się na wysokości 245 m n.p.m.
Na przystanku nie ma możliwości zakupu biletów, a obsługa podróżnych odbywa się w pociągiu. 

## Linie kolejowe
- 331 Otrokovice - Vizovice